# Tumbesia aculeata
Tumbesia aculeata is een hooiwagen uit de familie Gonyleptidae.